# August Stramm

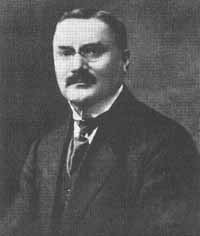
August Stramm

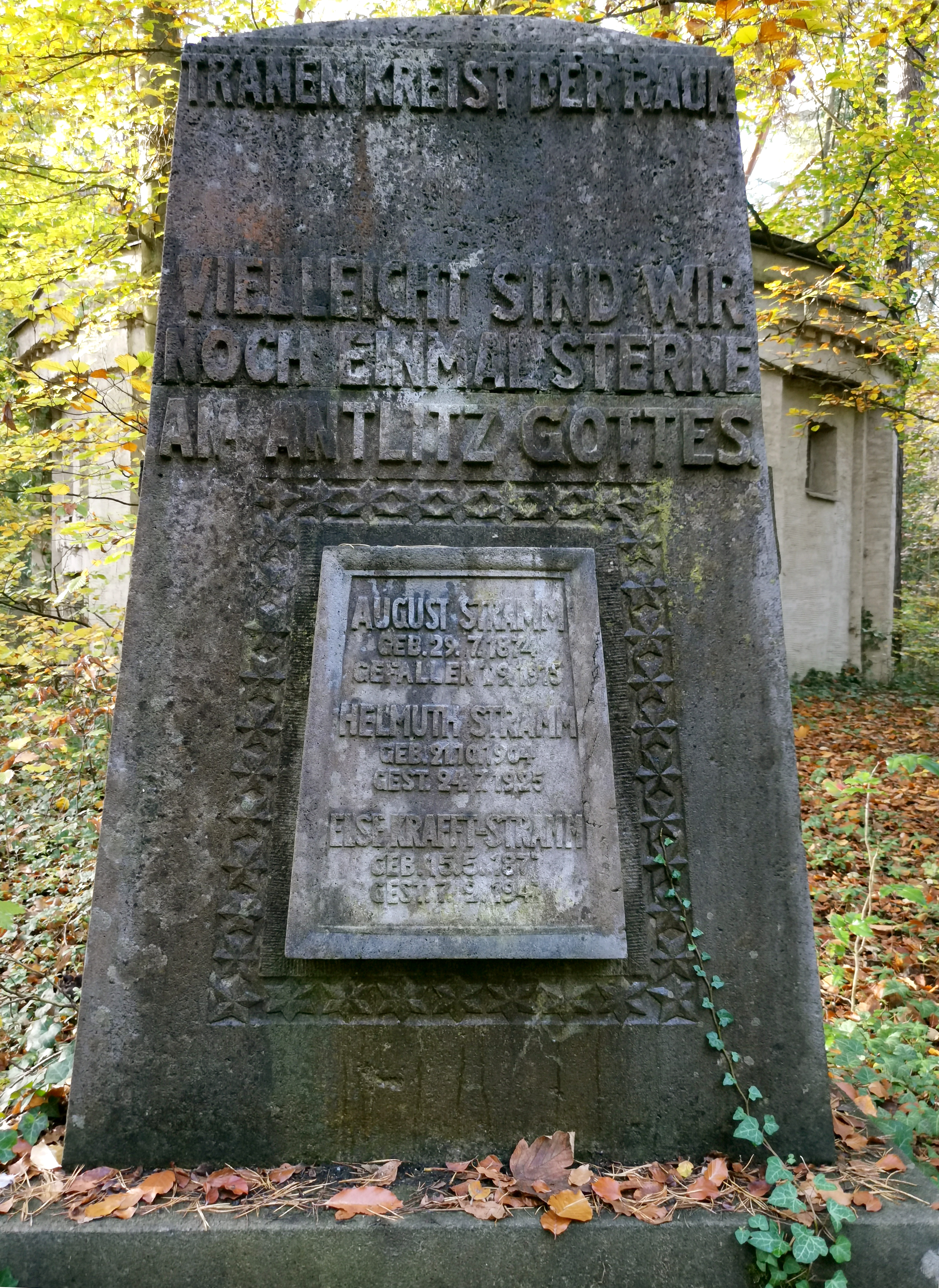
Grab auf dem Südwestkirchhof Stahnsdorf (Block Heilig Geist)

August Stramm (* 29. Juli 1874 in Münster; † 1. September 1915 bei Horodec östlich Kobryn, heute Belarus) war ein Dichter und Dramatiker des deutschen Expressionismus.

## Leben

### 1874–1912
Stramm wuchs in Münster, Düren, Eupen und Aachen auf, wo er 1893 am königlichen Kaiser-Wilhelms-Gymnasium, dem heutigen Einhard-Gymnasium, das Abitur ablegte. Anschließend trat er als Posteleve in den Postdienst ein, wurde bald Postsekretär und arbeitete ab 1897 im Seepostdienst zwischen Deutschland und den USA. 1902 legte er die Verwaltungsprüfung für Post und Telegrafie ab. Im selben Jahr heiratete er Else Krafft, zudem entstand sein erstes literarisches Werk, das Drama Die Bauern. 1903 und 1904 wurden die Kinder Ingeborg und Helmuth geboren. Ab 1905 lebte die Familie in Karlshorst in der Kaiser-Wilhelm-Straße 8 (heute: Lehndorffstraße 16). Stramm studierte neben seiner Arbeit bis 1908 an der Berliner Universität und promovierte 1909 an der Universität Halle; Thema seiner Dissertation war das Welteinheitsporto. Im selben Jahr wurde Stramm zum Postinspektor befördert.

### 1912–1915

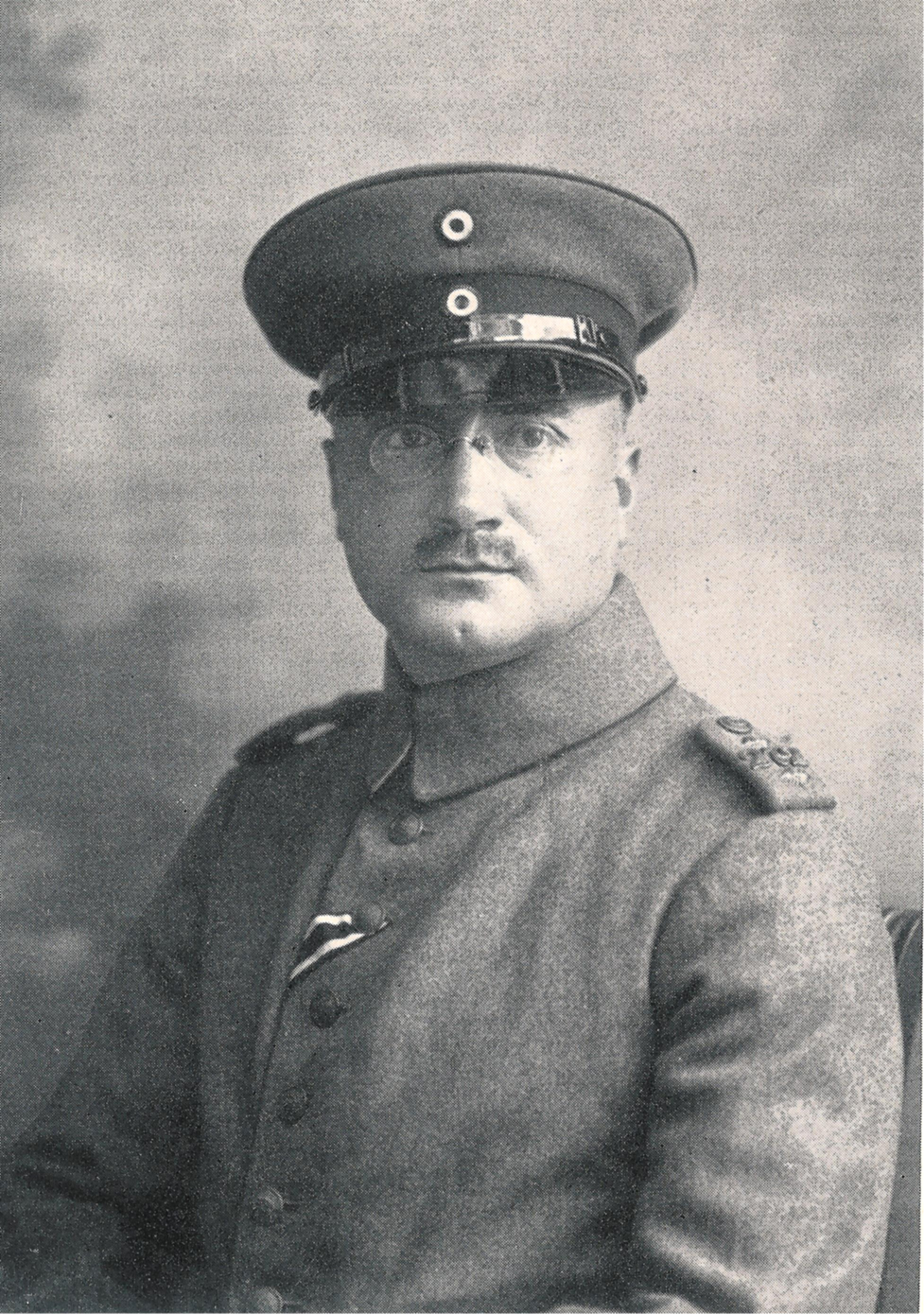
August Stramm, 1915

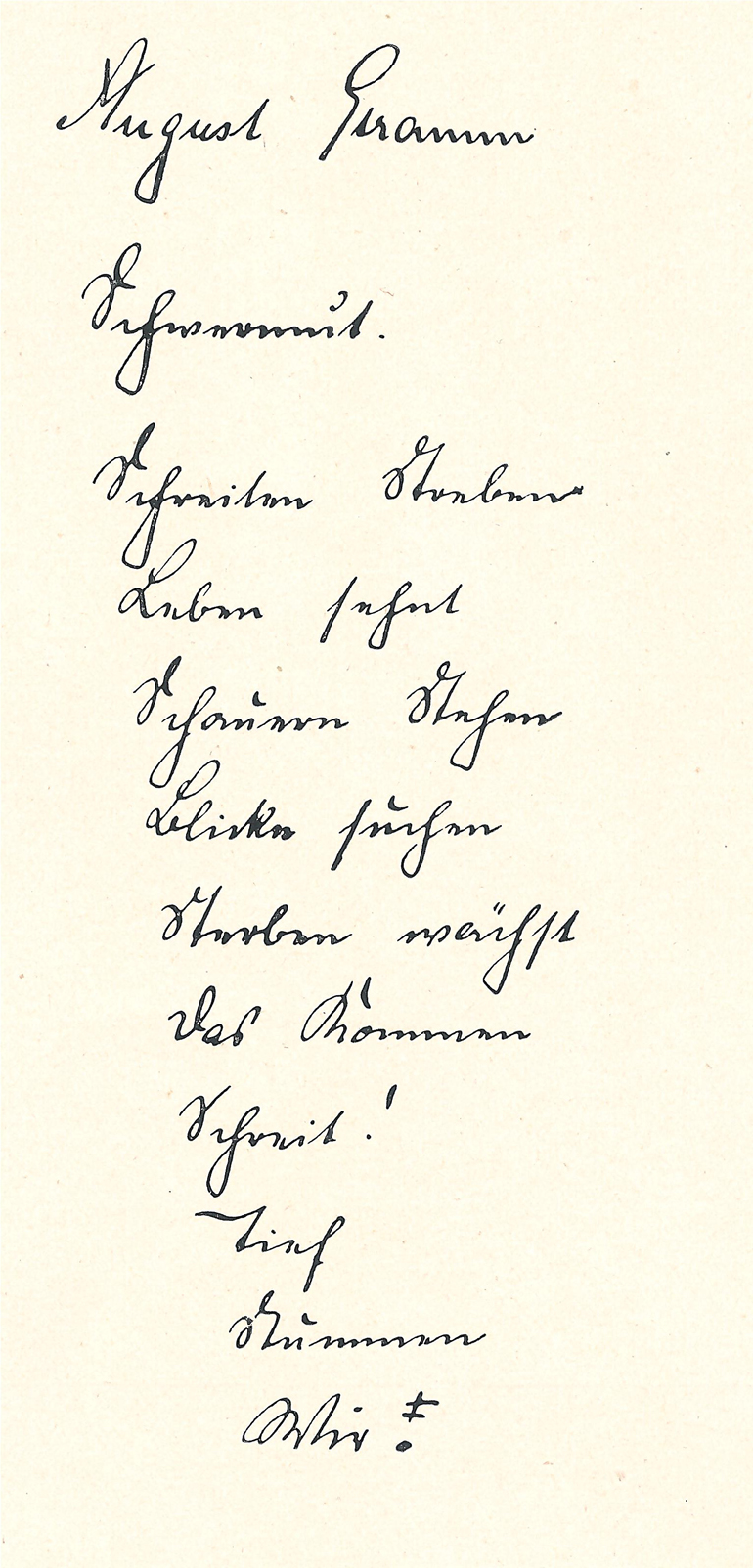
Faksimile der Handschrift Stramms

Um 1912 fand Stramm, der sich einige Jahre lang immer wieder an literarischen Arbeiten versucht hatte, zu seinem eigenen Ton. In Werken wie Rudimentär und Die Haidebraut verbinden sich naturalistische Themen mit Sprachexperimenten. Wahrscheinlich unter dem Einfluss des italienischen Futurismus entstanden nun Gedichte, die für den Expressionismus wegweisend wurden: Stramm zerstörte Wortformen und Syntax und montierte Sprachelemente neu, beispielsweise in dem Gedicht Freudenhaus (1914): „Lichte dirnen aus den Fenstern / die Seuche / spreitet an der Tür / und bietet Weiberstöhnen aus!“
Durch diese Werke kam Stramm in Kontakt mit Herwarth Walden, dem Herausgeber der Zeitschrift Der Sturm. Mit Walden verband ihn bald eine enge Freundschaft. Die Möglichkeit, endlich in einer angesehenen Zeitschrift zu veröffentlichen und überhaupt Anerkennung zu finden, löste Stramms letzte und produktivste Schaffensphase aus, die vor allem durch die Kriegsgedichte (gesammelt unter dem Titel Tropfblut, 1919) gekennzeichnet ist.
Stramm hatte 1896/97 seinen Militärdienst als Einjährig-Freiwilliger absolviert und kam bei Kriegsbeginn 1914 als Hauptmann der Reserve zum Badischen Landwehr-Infanterie-Regiment Nr. 110, das hinter der Front am Oberrhein im Elsass eingesetzt war. Im Januar 1915 wurde Stramm als Kompanieführer zum Reserve-Infanterie-Regiment Nr. 272 der neugebildeten 82. Reserve-Division versetzt, die im Stellungskrieg bei Chaulnes (Département Somme) kämpfte. Ende Februar erhielt er das Eiserne Kreuz II. Klasse, kam im April mit seinem Regiment an die Ostfront und nahm Anfang Mai an der Schlacht von Gorlice teil. Seit 19. Mai Bataillonskommandeur, kämpfte er in der Schlacht bei Radymno und im Juli bei Grodek, wofür er das Österreichische Militärverdienstkreuz erhielt. Am 1. September 1915 fiel Stramm beim Angriff auf russische Stellungen am Dnepr-Bug-Kanal.
Das Grab August Stramms und seines Sohnes Helmuth befindet sich auf dem Südwestfriedhof Stahnsdorf an der südlichen Stadtgrenze von Berlin.

## Werk und Wirkung
Texte wie Patrouille fallen auf durch ihre schlichte, reduzierte Sprache. Oft wird kein Wert auf Grammatik gelegt; Substantive, substantivierte Verben und Neologismen bilden den Hauptbestandteil.
Patrouille

Die Steine feinden

Fenster grinst Verrat

Aeste würgen

Berge Sträucher blättern raschlig

Gellen

Tod.
Stramms Stil war überraschend und neu. Durch seine Knappheit, Härte und die weit vorangetriebenen Sprachexperimente heben sich Stramms Gedichte deutlich von denen anderer, früher Expressionisten wie beispielsweise Georg Heym und Theodor Däubler ab. Während letztere meist noch deutlich von der Neuromantik und dem Symbolismus beeinflusst sind, reißen Stramms Sprachmontagen den Horizont in die Moderne auf. Die zerhackten Rhythmen, die Satz- und Wortfetzen machen Stramms Gedichte zudem zu den überzeugendsten lyrischen Zeugnissen des Weltkriegs, umso mehr, da es kaum einem anderen Autor gelungen ist, das Grauen dieses ersten Maschinenkriegs in einer dieser ganz neuen Erfahrung angemessenen Form zu verarbeiten. Nach Meinung von Ralf Schnell fand das Weltkriegserlebnis bei August Stramm seinen stärksten deutschsprachigen lyrischen Ausdruck überhaupt.
Schon mit den ersten Veröffentlichungen im Sturm nahmen in und außerhalb Deutschlands junge Autoren Stramms Stil auf, darunter Kurt Heynicke, Walter Mehring, Lothar Schreyer, Kurt Pinthus, Franz Richard Behrens, Kurt Liebmann, Otto Nebel, Kurt Schwitters, Tytus Czyżewski oder Hendrik Marsman. Auch auf die expressionistische Prosa von beispielsweise Alfred Döblin hatte Stramms Sprachduktus Einfluss. Zu späteren Stramm-Anhängern gehören u. a. Arno Schmidt, dessen frühe Prosa (1946–1956) auch stilistisch von Stramms Lyrik beeinflusst ist, Gerhard Rühm und Ernst Jandl.

## Werke
- Die Bauern (Drama 1902/05)
- Auswanderer! (Essay 1903)
- Das Welteinheitsporto. Historische, kritische und finanzpolitische Untersuchungen über die Briefpostgebührensätze des Weltpostvereins und ihre Grundlagen. Halle, Kaemmerer 1910 (Dissertation online – Internet Archive)
- Das Opfer (Drama 1909, verschollen)
- Der Gatte (Drama 1909/11)
- Die Unfruchtbaren (Drama um 1910) (online – Internet Archive)
- Rudimentär (Drama um 1910)
- Sancta Susanna (Drama um 1912, Grundlage für Paul Hindemiths Operneinakter Sancta Susanna)
- Die Haidebraut (Drama 1914)
- Der Letzte (Prosa 1914)
- Warten (Prosa 1914)
- Traumwiese (Gedicht um 1914, verschollen)
- Erwachen (Drama 1914) (online – Internet Archive)
- Die Menschheit (Gedicht 1914/17)
- Kräfte (Drama 1914) (online – Internet Archive)
- Krieg (unvollendetes Drama 1914, verschollen)
- Blüte (Gedicht 1914)
- Du (Liebesgedichte 1915)
- Vorfrühling (1915)
- Untreu (1915)
- Weltwehe (Gedicht 1915)
- Geschehen (Drama postum 1915) (online – Internet Archive)
- Tropfblut (Gedichte postum 1919)
- Frostfeuer (Gedicht 1914)
- Sturmangriff (Gedicht 1915)
- Vorübergehen (Gedicht 1915)